# تعفن ألاباما
تعفن الاباما أو اعتلال الأوعية الدموية الكبيبي الجلدي الكلوي هي حالة في كثير من الأحيان قاتلة في الكلاب. تم تحديده لأول مرة في الولايات المتحدة الأمريكية في 1980s في السلوقي. الأعراض الأولية هي الآفات الجلدية على الساقين والصدر والبطن تليها مشاركة الكلى. 
في نوفمبر 2012 تم الاشتباه في الحالات الأولى في المملكة المتحدة.. في يناير كانون الثاني عام 2014، تم الكشف عن تفشي المرض في انكلترا على وجود نفس أو ما شابه ذلك من النتائج النسيجية والسريرية كما تعفن ألاباما، على الرغم من أن هذا لا يمكن أن تصنف على أنها ألاباما روت كما النتائج النسيجية من المملكة المتحدة تفتقر إلى عامل القولونية الإلكترونية التي كانت موجودة في جميع الحالات في الولايات المتحدة الأمريكية، على الرغم من أن مجموعة واسعة من السلالات تأثرت. وقد تم التعرف على المرض المشتبه به في جميع أنحاء إنجلترا وويلز، حيث تم الإبلاغ عن حالة في الشمال إلى شمال يوركشاير في آذار / مارس 2015. وأظهرت خريطة المملكة المتحدة على الإنترنت عروضا مؤكدة (بعد الوفاة) وغير مؤكدة (بدون الوفاة) كرغف منذ كانون الأول / ديسمبر 2012. وفي أيار / مايو 2017، أفادت التقارير بأن 98 حالة وفاة مشتبه بها بسبب المرض قد حدثت في المملكة المتحدة، بما في ذلك 15 حالة وفاة في عام 2017. ويذكر السكان المحليون أن 6 وفيات بيطرية في منطقة ريفينغتون في شتاء 2017/18، تشريح الجثث. دراسة محلية مستمرة في عام 2018 تجد تفشي مميت بعد هروب الغزلان المديد في أدلنغتون، انكلترا، من الغزلان التي تعتبر غير صالحة للأغذية البشرية. مع عدم وجود الديدان، والبكتيريا أو الطفيلي يمكن أن تنتشر بشكل طبيعي وخاصة نحو السلالات المفترسة.

## العلامات والأعراض
يتميز هذا المرض بتغيرات جلدية وأحيانا كلوية مع هذا الأخير غالبا ما تكون قاتلة في نهاية المطاف. 
وتشمل الأعراض الشائعة: 
- الآفات الجلدية التي تنطوي على حمامي، تآكل، تقرح تحدث أساسا على الأطراف مثل الأطراف البعيدة، كمامة وفينتروم
- بيركسيا (حمى)
- الخمول أو الشعور بالضيق
- فقدان الشهية
- التقيؤ أو إعادة التدوير

## اسباب
بعض الخبراء البيطريين نظروا انه طفيلي، والبعض الآخر قالوا انها بكتيرية. ويعتقد على نطاق واسع أن سبب تعفن ألاباما من السموم التي تنتجها الاشريكيه القولونية ولكن كما لم يكن هناك وجود للاشريكيه القولونية في الفحص النسيجي في المملكة المتحدة لا يوجد ألاباما روت في المملكة المتحدة، يشتبه فقط كرغف. لأن السبب الدقيق لم يتم العثور على، وتطوير لقاح غير ممكن. سبب تعفن ألاباما في المملكة المتحدة هي قيد الدراسة اعتبارا من عام 2013 في أندرسون موريس المتخصصين البيطريين في وينشستر، هامبشاير، لكنها لا تفسر لماذا يطلقون عليه ألاباما روت وليس وفقا للنتائج النسيجية. تم نشر بودكاست على تعفن ألاباما في أبريل 2014 من قبل الكلية البيطرية الملكية. اعتبارا من فبراير 2015 لجنة الغابات إنجلترا لن تنشر سوى تفاصيل الموقع الموقع المحدد إذا «يتم تأكيد الحالات كما كرغف واتصال علمي للكلاب مشى على الموقع».
ونشرت الجمعية البريطانية للطب البيطري تقريرا شاملا عن الفيروس في آذار / مارس 2015، وخلصت إلى أن هذا المرض مرض غير معروف «يحمل تكهنات سيئة عندما يتطور آزوتيميا». 

## العلاجات
العلاج هو في المقام الأول أعراض تنطوي على إدارة الجروح من الآفات الجلدية والعلاج الداعم العدوانية عندما يحدث حل وسط الكلوي. وقد تم علاج بعض الكلاب في المملكة المتحدة مع تعفن ألاباما بنجاح منذ عام 2013. وندينار على ألاباما تعفن من قبل كلية الطب البيطري الملكي في 11 فبراير 2015 تم تعليمه من قبل ديفيد ووكر من أندرسون موريس المتخصصين البيطريين. ويعتقد على نطاق واسع أن المرض ينتشر عن طريق الكلاب القدمين والساقين، وبالتالي بعد الكلاب المشي في منطقة مصابة يشتبه، وأفضل علاج بسبب عدم وجود علاج هو تجنب حاليا. يتم غسل الحيوانات الأليفة والمناطق الموحلة في النقل بعناية أو تطهير بعد المشي، من أجل الحد من العدوى، ولا سيما من قبل الحيوانات الأليفة لعق هذه المناطق. وتوصي المناطق المصابة من قبل الأطباء البيطريين تجنبها للتنزه، وخاصة بسبب عدم وجود العلاجات، لجنة الغابات المملكة المتحدة فشل في إبلاغ، ولا توجد معلومات من قبل السلطات في العالم النامي والولايات المتحدة الأمريكية.

## وبائيات
عدد الحالات في الولايات المتحدة غير معروف، لكنه اقتصر على السلوقي فقط، وفي كثير من الحالات لم يكن قاتلا، ولكن الممارسة البيطرية هامبشاير ذكرت في 24 مارس 2015 أنه كان هناك 103 حالات يشتبه في المملكة المتحدة، بما في ذلك 52 حالة وفاة وأكد من قبل الفحص بعد الوفاة. 